# حاجي آخوند
 

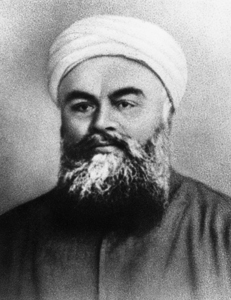
حاجي آخوند

حاجي ملا علي أكبر شاهميرزادي (مواليد 1910)، المعروف باسم حاجي آخوند، كان من أتباع بهاء الله البارزين، مؤسس الدين البهائي. عُين يدًا للقضية، و عُرف عليه كواحد من رسل بهاءالله التسعة عشر.

## خلفية
وُلِد الحاج أخوند في قرية سههميرزاد، إيران. كان ابن الملا عباس الذي كان بابيًا. وهكذا نشأ الحاج أخوند في أسرة كان هناك بعض الذكر فيها لهذا الدين الجديد. وبعد بعض الدراسات الأولية، ذهب إلى مشهد للالتحاق بكلية دينية. في عام 1861، التقى بالبابيين وتحول إلى دين الباب، مما تسبب في طرده الفوري من الكلية والمدينة.

## السجن
وعند عودته إلى قريته الأصلية، طُرد أيضًا وأُرسل بعيدًا من قبل رجال الدين المحليين. واستقر في طهران، حيث تقبل بهاء الله وأصبح بهائيًا. وقد سُجِّل أنه عندما كان هناك اندفاع ضد البهائيين في طهران، كان يلف عباءته حول نفسه ويجلس منتظرًا أن يأتي الحراس ويعتقلوه.
أُعتقل عدة مرات في طهران: في عام 1886 بأمر من الملا علي كاني، وفي عام 1872 لمدة سبعة أشهر من قبل نيبوس سلطانيه، وفي عام 1882 لمدة عامين من قبل نيبوس سلطانيه، وفي عام 1887، وفي عام 1891 لمدة عامين مع الحاج أمين.

## السفر
زار عكا، حيث كان بهاء الله وعائلته سجناء، في ثلاث مناسبات: في عام 1873، و1888، و1899. وقد أوكلت إليه مهمة نقل رفات الباب من أماكن سرية مختلفة إلى عكا، حيث بقيت هناك لعدة سنوات حتى دفن في النهاية في مرقد الباب. كان أحد الأيدي الأربعة للقضية الذين عينهم بهاءالله نفسه، وكان مسؤولاً عن الكثير من النشاط البهائي في إيران حتى وفاته في 4 مارس 1910.

## ملحوظات
1. 1 2 3 4 5 6  Balyuzi 1985، صفحات 265-266.
2. ↑  "Akhund, Haji (Haji Mulla 'Ali-Akbar Shahmirzadi)". bahai-library.com (بالإنجليزية الأمريكية). Retrieved 2020-11-15.
3. ↑  ʻAbdu'l-Bahá 1971، صفحة 11.

## روابط خارجية
- السيرة الذاتية بقلم موجان مومن.